# Sonic the Hedgehog Pocket Adventure
Sonic the Hedgehog Pocket Adventure (яп. ソニック・ザ・ヘッジホッグ ポケットアドベンチャー Соникку дза Хэдзихоггу Покэтто Адобэнтя:), также просто Sonic Pocket Adventure, — видеоигра серии Sonic the Hedgehog в жанре платформер, выпущенная эксклюзивно для портативной игровой системы Neo Geo Pocket Color в 1999 году. Это вторая игра про Соника, выпущенная не для консоли компании Sega (первой была Sonic Jam для Game.com).
Характерной особенностью проекта является смешение двух вариантов дизайна ежа Соника: один — классический, другой — современный. Геймплей игры и стиль был заимствован из предыдущих частей, выходивших на Mega Drive/Genesis и Game Gear. По сюжету Соник снова продолжает преследовать злодея — доктора Эггмана, который хочет вновь захватить мир. Главный герой собирается в приключение, что нарушить коварные планы злодея.
Sonic the Hedgehog Pocket Adventure была создана совместно компаниями Sonic Team и SNK. После выпуска игры часть команды основала компанию Dimps и продолжила сотрудничество с Sega. Платформер был положительно оценён игровой прессой. Из достоинств журналисты отметили увлекательный игровой процесс и дизайн уровней из Sonic the Hedgehog 2, но к недостаткам относили технические недоработки и короткое прохождение.

## Игровой процесс

Соник на уровне «Neo South Island». Дизайн локаций в игре заимствован из Sonic the Hedgehog 2, а геймплей схож с первыми частями серии

Sonic the Hedgehog Pocket Adventure является двухмерным платформером и по своей стилистике схожа с предыдущими играми с участием Соника, которые выходили на консолях Mega Drive/Genesis и Game Gear. По сюжету доктор Эггман похищает маленьких зверей для активизации своих роботов и ищет Изумруды Хаоса для захвата мира. Главный герой ёж Соник отправляется в приключение, чтобы нарушить коварные планы злодея.
Игроку предстоит пройти девять игровых зон («Neo South Island», «Secret Plant», «Cosmic Casino», «Aquatic Relix», «Sky Chase», «Aerobase», «Gigantic Angel», «Last Utopia», «Chaotic Space»), на которых находятся различные враги-роботы, так называемые бадники (англ. badnik). Локации, в свою очередь, поделены на два акта. Соник может атаковать своих врагов путём сворачивания в клубок в прыжке, либо с помощью приёма spin dash, разгоняясь на месте и атакуя скоростным ударом в перекате. На уровнях игрок собирает золотые кольца, служащие защитой от врагов, а при сборе 100 штук дающие дополнительную жизнь. Если герою был нанесён урон, он теряет все свои собранные кольца, без которых персонаж гибнет при повторном получении урона. Также на зонах разбросаны бонусы, хранящиеся в специальных мониторах — например, дополнительная жизнь или увеличенное ускорение. Прохождение каждого акта ограничено десятью минутами; в зависимости от затраченного на прохождение времени в конце акта игроку присуждаются бонусные очки. В случае смерти персонажа игра начинается заново, либо с контрольной точки. Дойдя до конца уровня, игрок должен отметить завершение этого уровня, коснувшись таблички с изображением Эггмана; в конце (кроме «Aerobase») проходит битва с боссом — это может быть сам Эггман, либо Меха Соник или ехидна Наклз.
Когда игрок завершает уровень минимум с 50 кольцами, появляется возможность перейти в один из шести бонусных уровней — «Special Stages» — путём прыжка в большое кольцо в конце акта. Как и в Sonic the Hedgehog 2, особый этап в Sonic Pocket Adventure представлен в виде разноцветной длинной трубы. Игрок должен собрать требуемое количество колец и избегать шипов, при столкновении с которыми игровой персонаж теряет часть набранных колец. В случае удачного прохождения персонаж получает Изумруд Хаоса и дополнительные очки за собранные кольца. На «Special Stages» можно собрать только шесть из семи изумрудов; последний камень возможно получить после победы над боссом на уровне «Last Utopia». После сбора всех семи Изумрудов Хаоса, открывается последний уровень «Chaotic Space», где главный герой в супер-форме — с возможностью полёта, повышенной скорости и силы — сражается с Эггманом в космосе, как в Sonic & Knuckles. Пребывание персонажа в этой форме ограничено числом имеющихся у него колец, которое ежесекундно уменьшается.
Помимо основной игры, в Sonic the Hedgehog Pocket Adventure присутствуют три дополнительных режима. Первый, «Trial Room», в который входят «Time Trial» и «Advanced», представляет собой скоростное прохождение игры. Здесь «Advanced» отличается от «Time Trial» тем, что игроку, помимо быстрого прохождения уровня, нужно также собирать золотые кольца. Второй режим — «Duel Room» — позволяет играть вдвоём. Для мультиплеера необходимо подсоединить две портативные приставки с помощью специального кабеля. В «Duel Room» есть два варианта игры — «Sonic Rush» и «Get the Rings». В «Sonic Rush» нужно первым дойти к финишу зоны, а «Get the Rings» является сбором определённого количества колец. Первый игрок играет за Соника, а второй — за лиса Тейлза; в отличие от других игр серии, Тейлз не может летать, используя свои хвосты. Третье меню — «Puzzle Room». Здесь игрок находит на уровнях кусочки пазлов и собирает из них картинку с изображением персонажей серии Sonic the Hedgehog (а всего картинок в игре шесть). После сбора всех пазлов открывается меню с музыкой из игры.

## Разработка и выход игры

Титульный экран игры Sonic the Hedgehog Pocket Adventure. Хотя игровой процесс напоминает старые платформеры серии с Mega Drive/Genesis и Game Gear, но оформление меню похоже на стиль Sonic Adventure

В создании Sonic the Hedgehog Pocket Adventure принимала участие компания SNK Playmore, с которой Sega заключила соглашение, дав лицензию на разработку. Таким образом, Sonic Pocket Adventure стала второй игрой серии Sonic the Hedgehog, выпущенной не для консоли компании Sega (первой была Sonic Jam для Game.com). Разработчики в новой игре использовали наработки предыдущих частей франшизы. Так, уровни и специальный этап в Sonic Pocket Adventure были основаны на зонах из Sonic the Hedgehog 2, а музыка была взята из таких игр серии, как Sonic the Hedgehog 3, Sonic & Knuckles и Sonic Jam. В Sonic Pocket Adventure первый и единственный раз был смешан классический дизайн Соника с его новым стилем, впервые представленном в платформере Sonic Adventure. Игровой процесс и уровни напоминают старые игры серии, но в то же время оформление меню похоже на стиль Sonic Adventure.
Анонс Sonic Pocket Adventure состоялся в августе 1999 года. В это же время была представлена демоверсия игры, в которой был показан первый уровень и новые игровые режимы, такие как «Puzzle Mode». В ходе разработки Sonic Pocket Adventure также претерпела некоторые изменения, например в финальной версии отличается спрайт Соника на специальных этапах. Разработчики также решили в новой игре реализовать многопользовательский режим, поддерживающий до двух игроков путём соединения приставок Neo Geo Pocket Color с помощью специального кабеля.
Релиз платформера состоялся 30 ноября 1999 года в Северной Америке и 3 декабря того же года в Европе. По первоначальной информации, на территории Японии Sonic Pocket Adventure должна была выйти 1 декабря, однако позднее выход был перенесён на 16 декабря. Окончательной датой выпуска игры в Японии стало 11 января 2000 года. После создания самого платформера, команда в 2000 году основала компанию Dimps, и продолжила сотрудничество с Sonic Team, выпустив несколько проектов для карманных игровых консолей от Nintendo.

## Оценки и мнения
| Сводный рейтинг       | Сводный рейтинг |
| Агрегатор             | Оценка          |
| --------------------- | --------------- |
| MobyRank              | 90/100          |
| Иноязычные издания    |                 |
| Издание               | Оценка          |
| AllGame               | [ 19 ]          |
| GameSpot              | 8,3/10          |
| GamesRadar+           | 7/10            |
| IGN                   | 10/10           |
| Sega-16               | 8/10            |
| The Video Game Critic | A-              |
| VicioJuegos           | 95/100          |
| Defunct Games         | A               |
| Power Sonic           | 8,5/10          |
| Video Games           | 10/10           |

Sonic the Hedgehog Pocket Adventure получила высокие оценки от критиков. На сайте MobyRank игра имеет среднюю оценку в 90 баллов из 100 возможных. Несмотря на положительные отзывы, игре не удалось достичь высоких продаж из-за низкой популярности приставки Neo Geo Pocket Color. В 2012 году сайт GamesRadar поместил Sonic Pocket Adventure на шестую позицию в списке самых лучших игр серии Sonic the Hedgehog.
Обозреватель сайта IGN, Крейг Харрис, назвал Sonic Pocket Adventure одной из лучших игр для Neo Geo Pocket Color. Джастин Тауэлл из GamesRadar сказал, что проект объединил в себе лучшее из игр 16-битной эпохи и заметил некоторую схожесть с Sonic the Hedgehog 2: «Это Sonic 2, просто… другой. И более короткий»; однако он немного разочаровался, что игра вышла на непопулярной Neo Geo Pocket Color. Рецензент сайта AllGame в своём обзоре выразил пожелание, чтобы у Sonic the Hedgehog Pocket Adventure был сиквел. На VicioJuegos платформер был назван не только лучшей портативной игрой серии, но и одной из лучших игр про Соника. Критик Брэд Дэви из Defunct Games назвал Sonic Pocket Adventure обязательным к покупке.
Высоких похвал со стороны журналистов удостоился игровой процесс. Харрис похвалил уровни и интересные головоломки, а также заявил: «Соник всегда славился скоростью, и на Neo Geo Pocket Color он в этом не разочаровал». И хотя критик выделил несколько недочётов в скорости, но, по его мнению, платформер от этого не стал менее увлекательным. Тауэлл также положительно оценил увлекательный игровой процесс и хорошие уровни. Джефф Герстманн, обозреватель из сайта GameSpot, тоже позитивно отнёсся к высокой скорости ежа, а единственным недостатком назвал короткое прохождение, но отметил, что для поездки большего и не надо. Представитель из Sega-16 посчитал, что Sonic Pocket Adventure по качеству не уступает своим предшественникам на Mega Drive и похвалил геймплей и мини-игры, но был несколько разочарован отсутствием значительных нововведений.
Графика и визуальный стиль также были высоко оценены. По мнению Харриса, «графические детали ошеломляют», и хотя были замечены некоторые графические недочёты, они совсем незначительны. Герстманн сказал, что графически игра выглядит великолепно, а уровни и персонажи проработаны лучше, чем в играх для Game Gear. С этим мнением согласились и в VicioJuegos. На The Video Game Critic «яркая» графика была оценена по достоинству. Дэви сказал, что визуальные эффекты являются «сочными» и «красочными», похвалил анимацию и великолепные, проработанные уровни. Тауэлл отозвался о графической составляющей более сдержанно, назвав её «сравнительно простой».
Положительно была оценена музыка игры и звуковые эффекты. Джастин Тауэлл причислил мелодии из старых частей франшизы к плюсам. Герстманн заявил: «Саундтрек отличный, в игре даже есть озвучивание логотипа Sega, которое украшало большинство предыдущих игр о Сонике». В Sega-16 похвалили приятную, красивую музыку и звуковые эффекты, однако из-за технических ограничений приставки они звучат не так хорошо, как на Mega Drive. Обозреватель сайта Power Sonic назвал музыку одной из лучших в играх про Соника. «Мелодии являются заразительными, и вы долго их будете напевать после выключения консоли», — заметил Брэд Дэви.